# Cmentarz Modřanski
Cmentarz Modřanski (czes. Modřanský hřbitov) – cmentarz położony w stolicy Czech w dzielnicy Praga 4 Modřany między ulicami Na Havrancu i K Dolum.

## Historia
Najstarsza część cmentarza znajduje się wokół kościoła Wniebowzięcia Najświętszej Marii Panny, który został zbudowany w 1329. Od 1802, kiedy Modřany zostały zniszczone podczas wielkiego pożaru, cmentarz był użytkowany. Mur otaczający nekropolię zbudowano dopiero w 1883. W 1896 cmentarz powiększono w kierunku południowym. W latach dwudziestych XX wieku, w czasach wielkiego rozwoju, Modřany rozważano jego kolejne powiększenie, która nastąpiło w 1949  od strony północnej.
Główne wejście na cmentarz znajduje się po zachodniej stronie ulicy K Dolům. Jest to także wejście do kościoła, do którego prowadzą schody prosto z ulicy. Od strony wschodniej, od ulicy Na Havranec znajduje się boczne wejście do nowej części cmentarza. Między dwiema częściami cmentarza znajduje się główna aleja, kolumbaria urnowe znajdują się przy północnym i wschodnim fragmencie muru.
Oprócz mieszkańców dzielnicy na cmentarzu pochowano także pracowników rafinerii cukru Modřany.
Na wzgórzu na południe od cmentarza stoi dzwonnica zbudowana w XIV wieku, prowadzi do niej wybudowana w 2015 Droga Krzyżowa.